# Partit Monàrquic Popular
El Partit Monàrquic Popular (PMP) era un partit polític italià, fundat el 2 de juny de 1954, per iniciativa d'Achille Lauro, com una escissió interna del Partit Nacional Monàrquic (PNM).
El contrast naixia del fet que Lauro es proposava com a objectiu la recerca d'un acord amb la Democràcia Cristiana Italiana (DCI) per a la formació d'una majoria de govern de centredreta, que considerava necessària per a consolidar el seu propi poder local (sobretot a Nàpols), mentre el secretari del partit Alfredo Covelli preferia mantenir una aliança amb el més dretà Moviment Social Italià (MSI).
Endemés Lauro, que era un armador naval milionari, no era disposat a finançar el partit amb el seu propi patrimoni si no n'assolia el control ple.
A les eleccions polítiques de 1958, el PMP va obtenir el 2,6% dels vots (14 diputats i 5 senadors), mentre que el PNM va obtenir el 2,2% (11 diputats i 2 senadors). Després d'aquests resultats es va esvair l'esperança del PMP de participar en el govern i provocà una aproximació entre les dues forces monàrquiques italianes, que conduiria el 1959 a la unificació en el Partit Democràtic Italià, que el 1961 es va transformar en Partit Democràtic Italià d'Unitat Monàrquica (PDIUM).
Una fracció del PMP, contrària a la reunificació i dirigida per Antonio Cremisini, fundà un efímer Moviment Monàrquic Italià.

## Resultats electorals

### Parlament italià
| Any  | Lider         | Vots    | %    | Escons   | +/- | Vots    | %    | Senadors | +/- |
| ---- | ------------- | ------- | ---- | -------- | --- | ------- | ---- | -------- | --- |
| 1958 | Achille Lauro | 776,919 | 2.63 | 14 / 630 | Nou | 774,242 | 2.16 | 5 / 315  | Nou |